# Tesla Powerpack

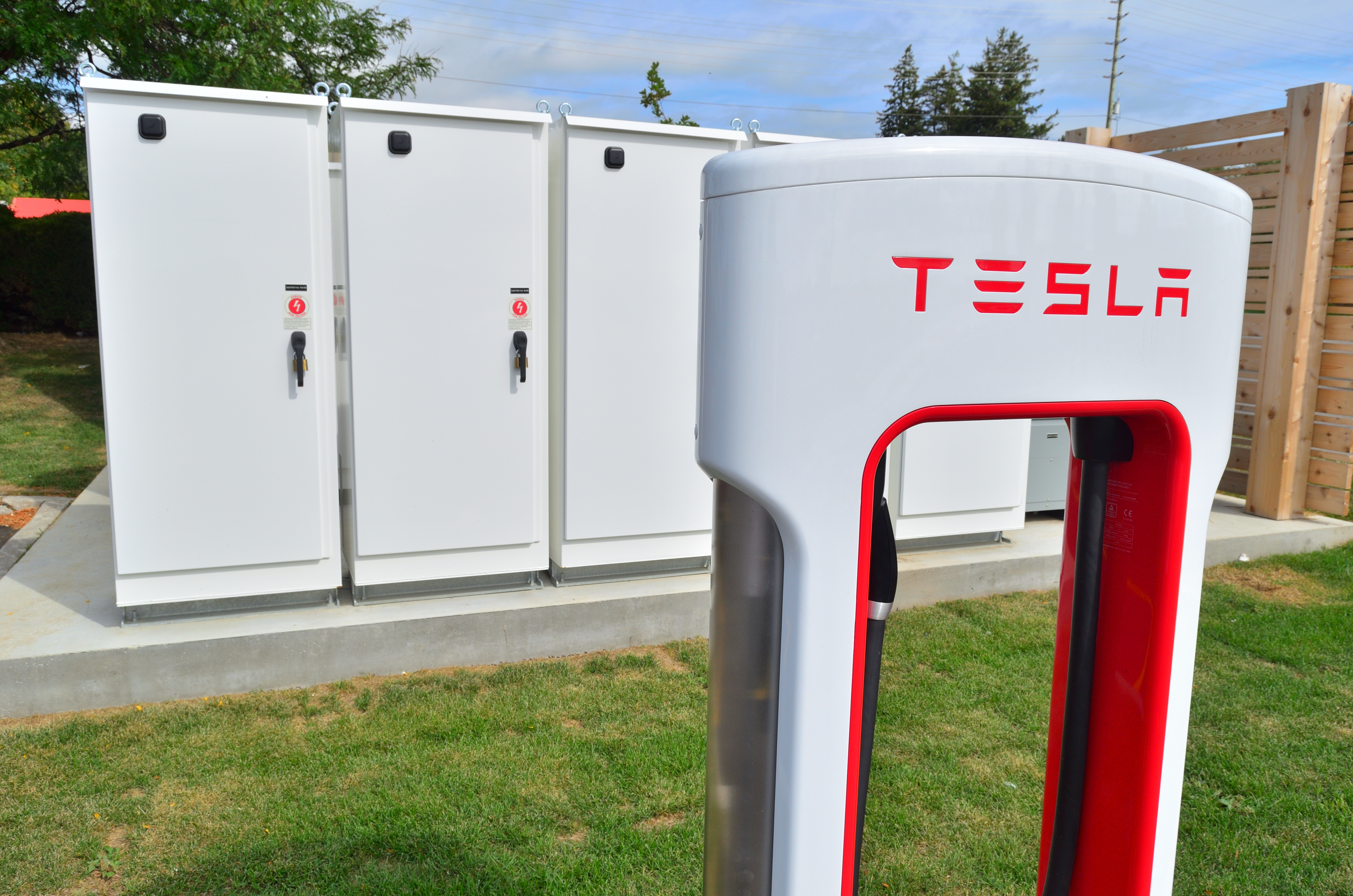
Tesla-Powerpack (im Hintergrund)

Das Tesla Powerpack ist ein Batteriespeicher des amerikanischen Automobilherstellers Tesla für den gewerblichen Einsatz. Das Powerpack arbeitet auf Basis der Lithium-Ionen-Technik. Einheiten der ersten Generation (Powerpack 1) haben eine Kapazität von 100 kWh. Die zweite Generation (Powerpack 2) hat eine Kapazität von 200 kWh pro Einheit.
Powerpacks werden vor allem eingesetzt, um eine sichere Stromversorgung zu gewährleisten, so zum Beispiel in Netzen, die vor allem von erneuerbaren Energien gespeist werden. Darüber hinaus können sie Lastspitzen für industrielle Anwendungen ausgleichen, Notreserven vorhalten, unabhängige Kleinnetze herstellen und die Steuerung von Frequenz und Spannung der elektrischen Energie für sensible Anwendungen gewährleisten.
Ein kleinerer Batteriespeicher zur privaten Nutzung ist die Tesla Powerwall.

## Anwendungen
Als Technologiedemonstrator installierte Tesla zwischen September 2016 und Dezember 2016 einen Netzspeicher für die Southern California Edison mit einer Kapazität von 80 MWh bei einer Leistung von 20 MW. Tesla installierte dazu 400 Powerpack-2-Module an der Trafostation Mira Loma in Kalifornien. Der Speicher dient dazu, bei geringer Netzlast überschüssige Energie zu speichern und bei Spitzenlast diese Energie wieder in das Netz einzuspeisen. Davor wurde diese Aufgabe von Gaskraftwerken bewerkstelligt.
In einem Großprojekt im australischen Hornsdale, das international für Aufsehen sorgte, wurden im Jahr 2017 Powerpacks mit einer Gesamtkapazität von über 129 MWh zusammengeschlossen. Damit wurde ein Versorgungsproblem des Bundesstaates South Australia gelöst. Die Anlage hat sich im mehrjährigen Betrieb bewährt. In der Provinz konnte inzwischen weitgehend auf die Verwendung fossiler Energieträger verzichtet werden. Im Jahr 2018 wurde die erste europäische Anlage in Belgien in Betrieb genommen. In demselben Jahr installierte der Stromversorger Lichtblick eine Anlage im Hamburger Hafen. Die Inselrepublik Samoa konnte mithilfe von 60 Powerpacks die Stromversorgung vollständig von Diesel auf Photovoltaik umstellen.
Aufbauend auf der Technologie des Powerpacks bietet Tesla inzwischen auch das Tesla Megapack an. Die Kapazität beträgt 3,9 MWh pro Einheit. Jede Einheit hat in etwa das Maß eines 40-Fuß-Containers. Eine Anlage mit insgesamt fast 1 GW Batterie-Leistung wurde in Monterey County in Kalifornien installiert.